# Spartan Football Club
O Spartan Football Club é um clube de futebol de Anguilla com sede em The Valley, Anguilla. A equipe representa a "Albena Lake-Hodge Comprehensive School" (escola secundária) na AFA Senior Male League, a primeira divisão nacional.